# Xu Mengtao
 Xu Mengtao (chiń. 徐梦桃, pinyin Xú Mèngtáo; ur. 12 lipca 1990 w Jilin) – chińska narciarka dowolna, specjalizująca się w skokach akrobatycznych, trzykrotna medalistka olimpijska, wielokrotna medalistka mistrzostw świata oraz zdobywczyni Pucharu Świata.

## Kariera
W Pucharze Świata zadebiutowała 9 grudnia 2006 roku w Beidahu, gdzie zajęła siódme miejsce. Tym samym już w swoim debiucie wywalczyła pierwsze pucharowe punkty. Na podium zawodów tego cyklu po raz pierwszy stanęła dzień później w tej samej miejscowości, kończąc rywalizację na trzeciej pozycji. W zawodach tych wyprzedziły ją tylko jej rodaczka, Li Nina i Jacqui Cooper z Australii. Najlepsze wyniki osiągnęła w sezonie 2012/2013, kiedy to zwyciężyła w klasyfikacji generalnej, a w klasyfikacji skoków akrobatycznych wywalczyła Małą Kryształową Kulę. Rok wcześniej, podobnie jak w sezonie 2017/2018 oraz 2018/2019 była druga, a w klasyfikacji skoków także zwyciężyła. Ponadto w sezonie 2016/2017 zdobyła kolejną Małą Kryształową Kulę, w sezonie 2010/2011 i 2019/2020 była druga, a w sezonach 2009/2010 i 2013/2014 zajmowała trzecie miejsce. W sezonie 2021/2022 wygrała odrębną już klasyfikację generalną skoków.
W 2009 roku wystartowała na mistrzostwach świata w Inawashiro, zdobywając srebrny medal. Wynik ten powtórzyła na rozgrywanych dwa lata później mistrzostwach świata w Deer Valley, a podczas mistrzostw świata w Voss zwyciężyła. Zdobyła także brązowe medale na mistrzostwach świata w Kreischbergu w 2015 roku, mistrzostwach świata w Sierra Nevada w 2017 roku oraz na mistrzostwach świata w Deer Valley w 2019 roku. W 2019 roku wywalczyła również medal w rywalizacji drużynowej. 
Podczas igrzysk olimpijskich w Soczi w 2014 roku wywalczyła srebrny medal. Na rozgrywanych cztery lata później igrzyskach w Pjongczangu była dziewiąta. Brała także udział w igrzyskach olimpijskich w Pekinie w 2022 roku zwyciężyła w skokach indywidualnych, a w rywalizacji drużynowej zajęła drugie miejsce.

## Osiągnięcia

### Igrzyska olimpijskie
| Miejsce | Dzień     | Rok  | Miejscowość | Konkurencja              | Zwyciężczyni      |
| ------- | --------- | ---- | ----------- | ------------------------ | ----------------- |
| 6.      | 24 lutego | 2010 | Vancouver   | Skoki akrobatyczne       | Lydia Lassila     |
| 2.      | 14 lutego | 2014 | Soczi       | Skoki akrobatyczne       | Ałła Cuper        |
| 9.      | 16 lutego | 2018 | Pjongczang  | Skoki akrobatyczne       | Hanna Huśkowa     |
| 2.      | 10 lutego | 2022 | Pekin       | Skoki akrobatyczne druż. | Stany Zjednoczone |
| 1.      | 14 lutego | 2022 | Pekin       | Skoki akrobatyczne       | –                 |

### Mistrzostwa świata
| Miejsce | Dzień       | Rok  | Miejscowość   | Konkurencja                  | Zwyciężczyni          |
| ------- | ----------- | ---- | ------------- | ---------------------------- | --------------------- |
| 2.      | 4 marca     | 2009 | Inawashiro    | Skoki akrobatyczne           | Li Nina               |
| 2.      | 4 lutego    | 2011 | Deer Valley   | Skoki akrobatyczne           | Cheng Shuang          |
| 1.      | 7 marca     | 2013 | Voss          | Skoki akrobatyczne           | –                     |
| 3.      | 15 stycznia | 2015 | Kreischberg   | Skoki akrobatyczne           | Laura Peel            |
| 3.      | 10 marca    | 2017 | Sierra Nevada | Skoki akrobatyczne           | Ashley Caldwell       |
| 3.      | 6 lutego    | 2019 | Deer Valley   | Skoki akrobatyczne           | Alaksandra Ramanouska |
| 2.      | 7 lutego    | 2019 | Deer Valley   | Skoki akrobatyczne drużynowo | Szwajcaria            |
| 2.      | 30 marca    | 2025 | Engadyna      | Skoki akrobatyczne           | Kaila Kuhn            |

### Puchar Świata

#### Miejsca w klasyfikacji generalnej
- sezon 2006/2007: 42.
- sezon 2008/2009: 15.
- sezon 2009/2010: 8.
- sezon 2010/2011: 5.
- sezon 2011/2012: 2.
- sezon 2012/2013: 1.
- sezon 2013/2014: 10.
- sezon 2014/2015: 21.
- sezon 2015/2016: 126.
- sezon 2016/2017: 5.
- sezon 2017/2018: 2.
- sezon 2018/2019: 2.
- sezon 2019/2020: 10.

Od sezonu 2020/2021 klasyfikacja skoków akrobatycznych jest jednocześnie klasyfikacją generalną.
- sezon 2020/2021: –
- sezon 2021/2022: 1.
- sezon 2022/2023: –
- sezon 2023/2024: 25
- sezon 2024/2025: 2.

#### Zwycięstwa w zawodach
1. Moskwa – 14 lutego 2009 (skoki)
2. Changchun – 20 grudnia 2009 (skoki)
3. Beidahu – 18 grudnia 2010 (skoki)
4. Mont Gabriel – 16 stycznia 2011 (skoki)
5. Lake Placid – 20 stycznia 2012 (skoki)
6. Lake Placid – 21 stycznia 2012 (skoki)
7. Calgary – 29 stycznia 2012 (skoki)
8. Deer Valley – 3 lutego 2012 (skoki)
9. Voss – 17 marca 2012 (skoki)
10. Changchun – 5 stycznia 2013 (skoki)
11. Saint-Côme – 12 stycznia 2013 (skoki)
12. Lake Placid – 18 stycznia 2013 (skoki)
13. Park City – 1 lutego 2013 (skoki)
14. Deer Valley – 1 lutego 2013 (skoki)
15. Soczi – 17 lutego 2013 (skoki)
16. Pekin – 20 grudnia 2014 (skoki)
17. Beidahu – 17 grudnia 2016 (skoki)
18. Bokwang – 10 lutego 2017 (skoki)
19. Park City – 12 stycznia 2018 (skoki)
20. Lake Placid – 20 stycznia 2018 (skoki)
21. Lake Placid – 19 stycznia 2019 (skoki)
22. Mińsk – 23 lutego 2019 (skoki)
23. Shimao Lotus Mountain – 3 marca 2019 (skoki)
24. Shimao Lotus Mountain – 21 grudnia 2019 (skoki)
25. Shimao Lotus Mountain – 22 grudnia 2019 (skoki)
26. Ruka – 3 grudnia 2021 (skoki)
27. Le Relais – 5 stycznia 2022 (skoki)
28. Lake Placid – 18 stycznia 2024 (skoki)
29. Beidahu – 23 lutego 2025 (skoki)

#### Miejsca na podium
1. Jilin – 10 grudnia 2006 (skoki) – 3. miejsce
2. Lake Placid – 18 stycznia 2009 (skoki) – 2. miejsce
3. Changchun – 19 grudnia 2009 (skoki) – 3. miejsce
4. Lake Placid – 15 stycznia 2010 (skoki) – 2. miejsce
5. Beidahu – 17 grudnia 2010 (skoki) – 2. miejsce
6. Lake Placid – 21 stycznia 2010 (skoki) – 3. miejsce
7. Calgary – 29 stycznia 2011 (skoki) – 2. miejsce
8. Beidahu – 11 lutego 2012 (skoki) – 2. miejsce
9. Moskwa – 10 marca 2012 (skoki) – 2. miejsce
10. Lake Placid – 19 stycznia 2013 (skoki) – 3. miejsce
11. Deer Valley – 10 stycznia 2014 (skoki) – 3. miejsce
12. Pekin – 21 grudnia 2013 (skoki) – 3. miejsce
13. Beidahu – 18 grudnia 2016 (skoki) – 2. miejsce
14. Deer Valley – 3 lutego 2017 (skoki) – 3. miejsce
15. Mińsk – 25 lutego 2017 (skoki) – 3. miejsce
16. Moskwa – 4 marca 2017 (skoki) – 2. miejsce
17. Secret Garden – 16 grudnia 2017 (skoki) – 2. miejsce
18. Secret Garden – 17 grudnia 2017 (skoki) – 2. miejsce
19. Moskwa – 16 lutego 2019 (skoki) – 3. miejsce
20. Raubicze – 22 lutego 2020 (skoki) – 2. miejsce
21. Ruka – 10 grudnia 2021 (skoki) – 2. miejsce
22. Ruka – 11 grudnia 2021 (skoki) – 3. miejsce
23. Lac-Beauport – 25 stycznia 2025 (skoki) – 2. miejsce
24. Ałmaty – 2 marca 2025 (skoki) – 2. miejsce

- W sumie (29 zwycięstw, 14 drugich i 10 trzecich miejsc).